# Cédric Sorhaindo
Cédric Sorhaindo, né le 7 juin 1984 à La Trinité (Martinique), est un joueur français de handball, évoluant au poste de pivot.
Avec l'équipe de France, il est quadruple champion du monde (2009, 2011, 2015 et 2017), champion olympique (2012) et double champion d'Europe (2010, 2014).
En club, il a notamment évolué onze saisons au FC Barcelone avec lequel il a remporté la Ligue des champions à trois reprises.
Le 30 avril 2023, il entre dans le Hall of Fame du handball français.

## Biographie
Très tôt, le sport lui semble interdit : dès l'âge de trois ans, il est opéré deux fois des genoux. Puis, à 17 ans, il doit subir une opération : manquant de rotation sur une jambe, on lui brise un tibia pour le redresser correctement.
Après avoir rejoint la métropole, il rejoint le club parisien du Paris Handball. Avec celui-ci, il connaît une première aventure avec la ligue des champions où Paris se qualifie, en 2005-06, en compagnie du club allemand de SG Flensburg-Handewitt pour les huitièmes de finale. Lors de ceux-ci, Paris est battu par un autre club allemand le THW Kiel.
Avec l'équipe de France, qu'il découvre le 26 octobre 2005, il devient peu à peu un cadre dans les grandes compétitions.
En 2008, il est proche d'intégrer le groupe pour tournoi olympique de Pékin mais n'est finalement pas retenu. Quelques mois plus tard, la décision de Bertrand Gille de faire une pause avec l'équipe de France lui offre la possibilité de se faire une place définitive dans le groupe France. Il est fidèle au rendez-vous, étant titulaire sur le poste de pivot. Il concrétise les passes de Nikola Karabatic, lui procurant ainsi les espaces nécessaires sur les actions suivantes. Sa contribution en défense est également très importante, plus particulièrement lors de l'absence de Didier Dinart aux côtés duquel il évolue au cœur de la défense. Pour sa première grande aventure avec les « experts », il remporte sa première médaille lors de la finale face à la Croatie qui évolue à domicile. Avec deux buts en quatre tentatives, il participe à la victoire sur le score de 24 à 19.
Pourtant, au terme de la saison 2008-2009, Paris est relégué en Division 2 et, ayant déjà signé un contrat l'engageant pour le FC Barcelone pour la saison suivante, il se retrouve contraint de jouer dans l'antichambre de l'élite. Finalement lors de la trêve hivernale 2009-2010, il signe en prêt pour Toulouse en Division 1 puis rejoint le Barça à l'été 2010.
En 2017, il succède à Thierry Omeyer comme capitaine de l'équipe de France. Décrié après la contreperformance française au Championnat d'Europe 2020 et après une saison perturbée par la pandémie de Covid-19, il se met en retrait et cède son capitanat à Michaël Guigou en novembre 2020 après 220 matchs et 425 buts marqués avec les Bleus,. Il reste toutefois disponible pour l'équipe de France et apparaît à ce titre parmi les 35 joueurs français éligibles à participer au Championnat du monde 2021.
En 2021, après onze saisons au FC Barcelone, il signe un contrat de deux ans pour le club roumain du Dinamo Bucarest. En février 2024, après deux Championnats et une Coupe de Roumanie remportés, il quitte le Dinamo Bucarest pour rejoindre le club turc du Beşiktaş JK.

## Résultats

### En équipe de France
Jeux olympiques
- Médaillé d'or aux Jeux olympiques de 2012 de Londres au  Royaume-Uni
- Médaillé d'argent aux Jeux olympiques de 2016 de Rio de Janeiro au  Brésil

Championnats du monde
- Médaillé d'or au Championnat du monde 2009 en  Croatie
- Médaillé d'or au Championnat du monde 2011 en  Suède
- 6e place au Championnat du monde 2013 en  Espagne
- Médaillé d'or au Championnat du monde 2015 au  Qatar
- Médaillé d'or au Championnat du monde 2017 en  France
- Médaille de bronze au Championnat du monde 2019 au  Danemark et en  Allemagne

Championnats d'Europe
- Médaillé d'or au Championnat d'Europe 2010 en  Autriche
- 11e place au Championnat d'Europe 2012 au  Serbie
- Médaillé d'or au Championnat d'Europe 2014 au  Danemark
- Médaillé de bronze au Championnat d'Europe 2018 en  Croatie

Bilan
- 1re sélection le 26 octobre 2005 contre l'Espagne à l'occasion de la Supercup en Allemagne
- 220e et dernière sélection le 14 janvier 2020 contre la Bosnie-Herzégovine à l'occasion du Championnat d'Europe 2020 en Norvège.

### En club
Compétitions internationales
- Vainqueur de la Ligue des champions (3) : 2011, 2015, 2021
  - Finaliste en 2013, 2020
- Vainqueur de la Coupe du monde des clubs (5) : 2013, 2014, 2017, 2018, 2019

Compétitions nationales
- Vainqueur de la Coupe de France (1) : 2007
- vice-champion de France en 2005
- finaliste de la Coupe de la Ligue en 2005 et 2006
- finaliste de la Coupe de France en 2008
- Vainqueur du Championnat d'Espagne (11) : 2011, 2012, 2013, 2014, 2015, 2016, 2017, 2018, 2019, 2020, 2021
- Vainqueur de la Coupe ASOBAL (9) : 2012, 2013, 2014, 2015, 2016, 2017, 2018, 2019, 2020, 2021
- Vainqueur de la Coupe du Roi (8) : 2014, 2015, 2016, 2017, 2018, 2019, 2020, 2021
- Vainqueur de la Supercoupe d'Espagne (9) : 2011-12, 2012-13, 2013-14, 2014-15, 2015-16, 2016-17, 2017-18, 2018-19, 2019-20, 2020-21
- Vainqueur du Championnat de Roumanie (2) : 2022, 2023
- Vainqueur de la Coupe de Roumanie (1) : 2022

### Distinctions
- Élu meilleur défenseur de Division 1 en 2005-2006[9] et 2008-2009[10]
- Élu meilleur pivot de Division 1 en 2008-2009[10]
- Chevalier de la Légion d'honneur en 2013[11]
- Élu meilleur pivot aux Jeux olympiques de 2016 de Rio de Janeiro au  Brésil[12]

Quelques actions de Cédric Sorhaindo le 10 janvier 2016 lors du match France-Danemark
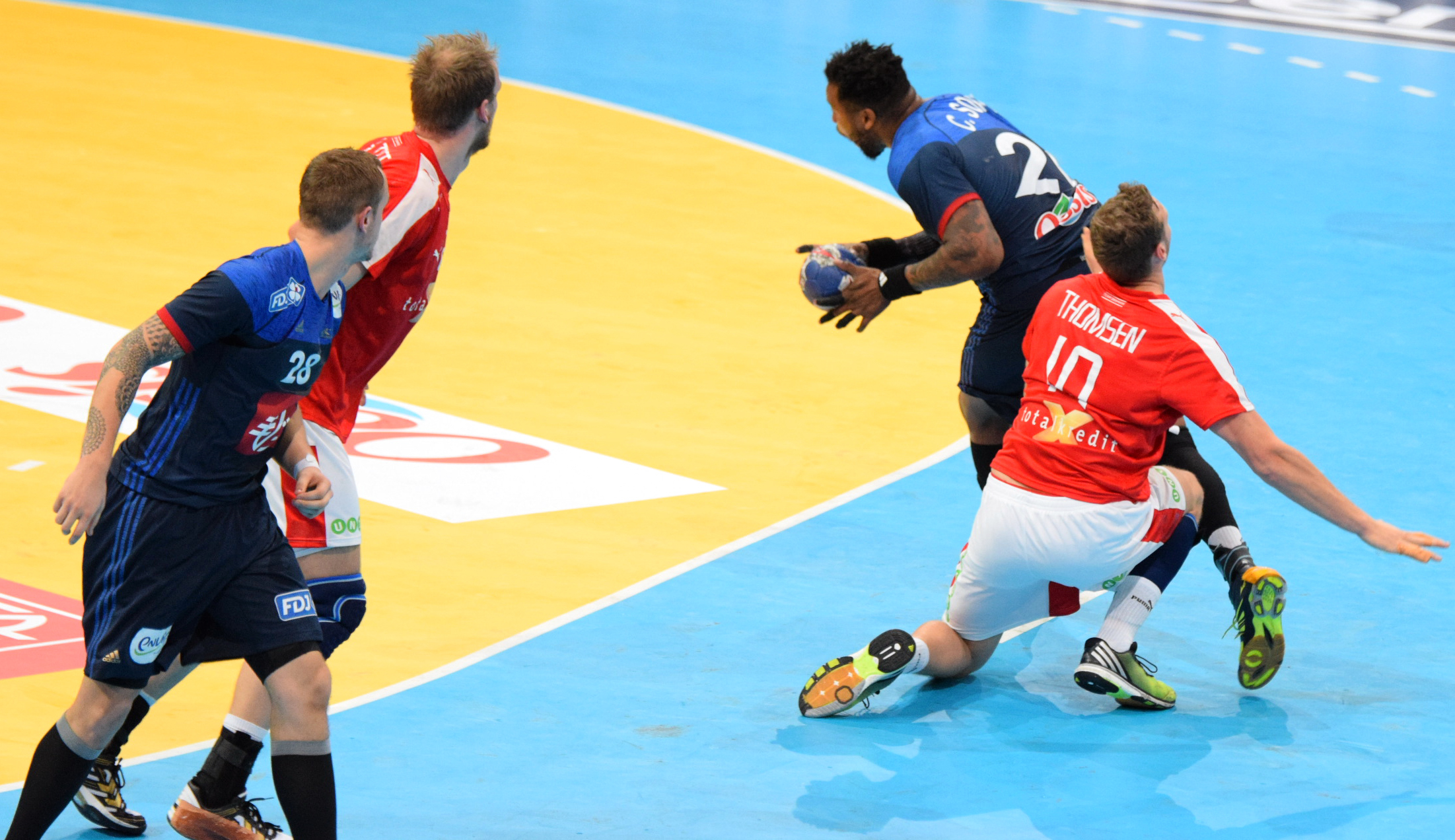
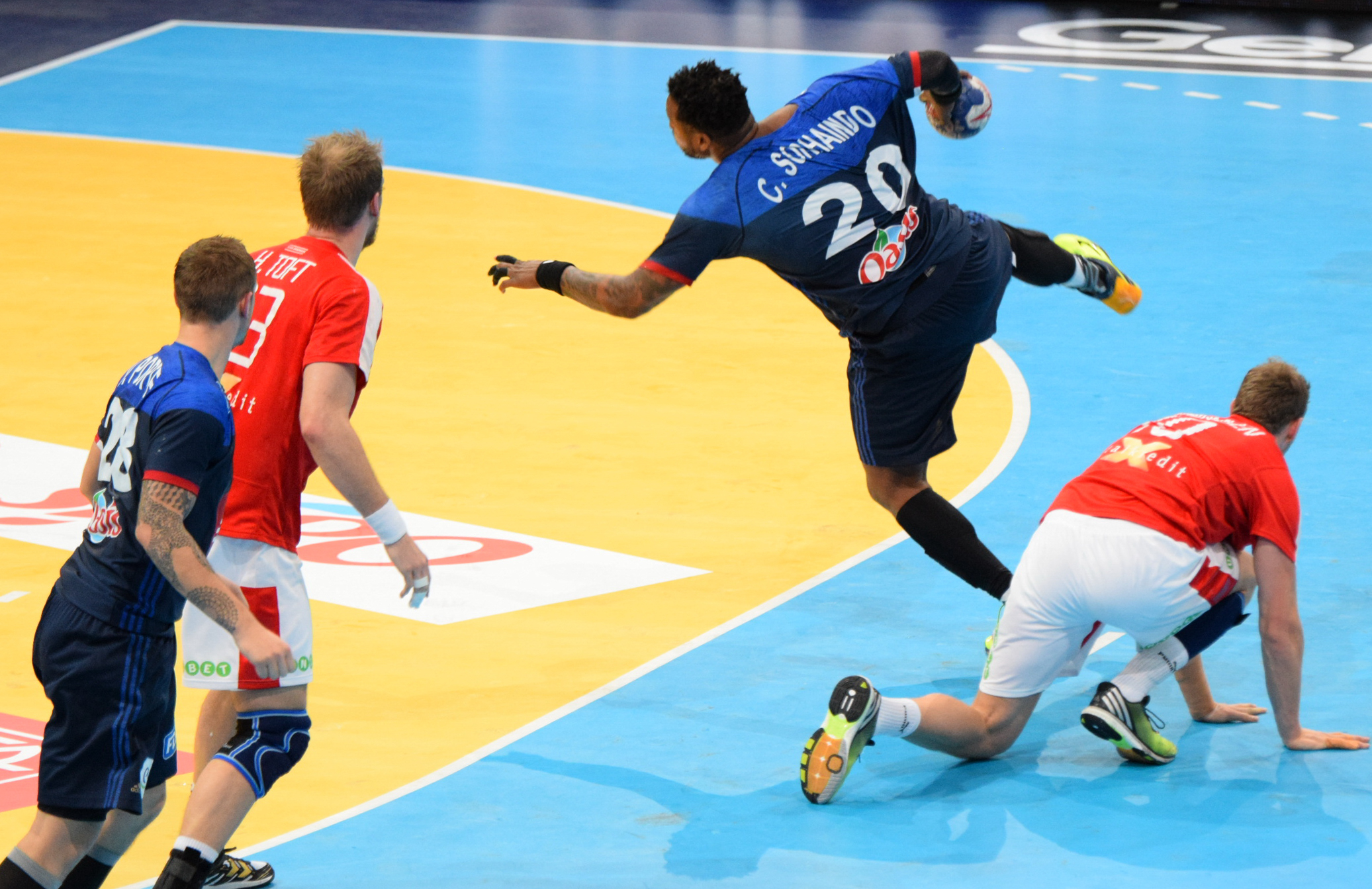
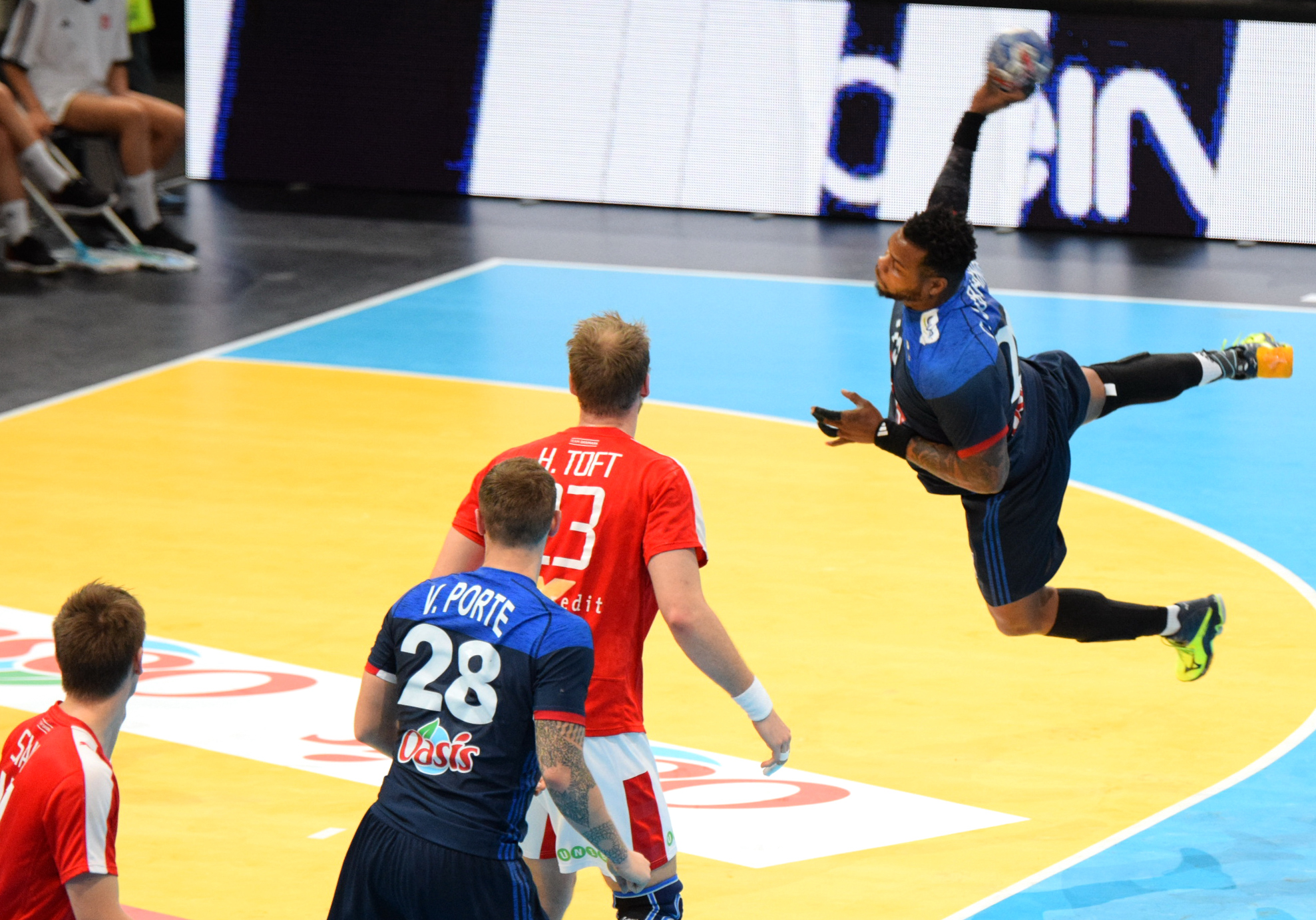
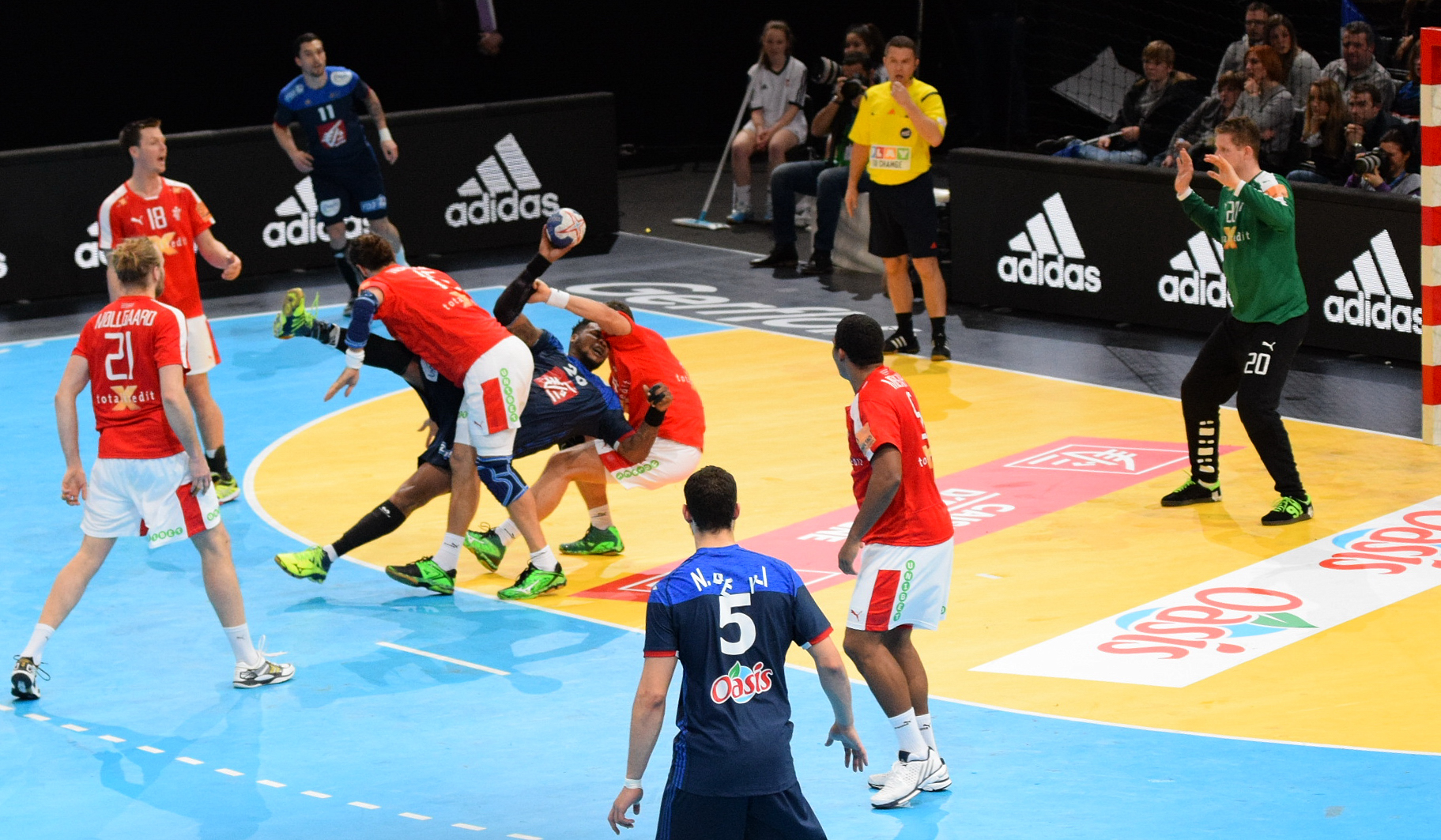
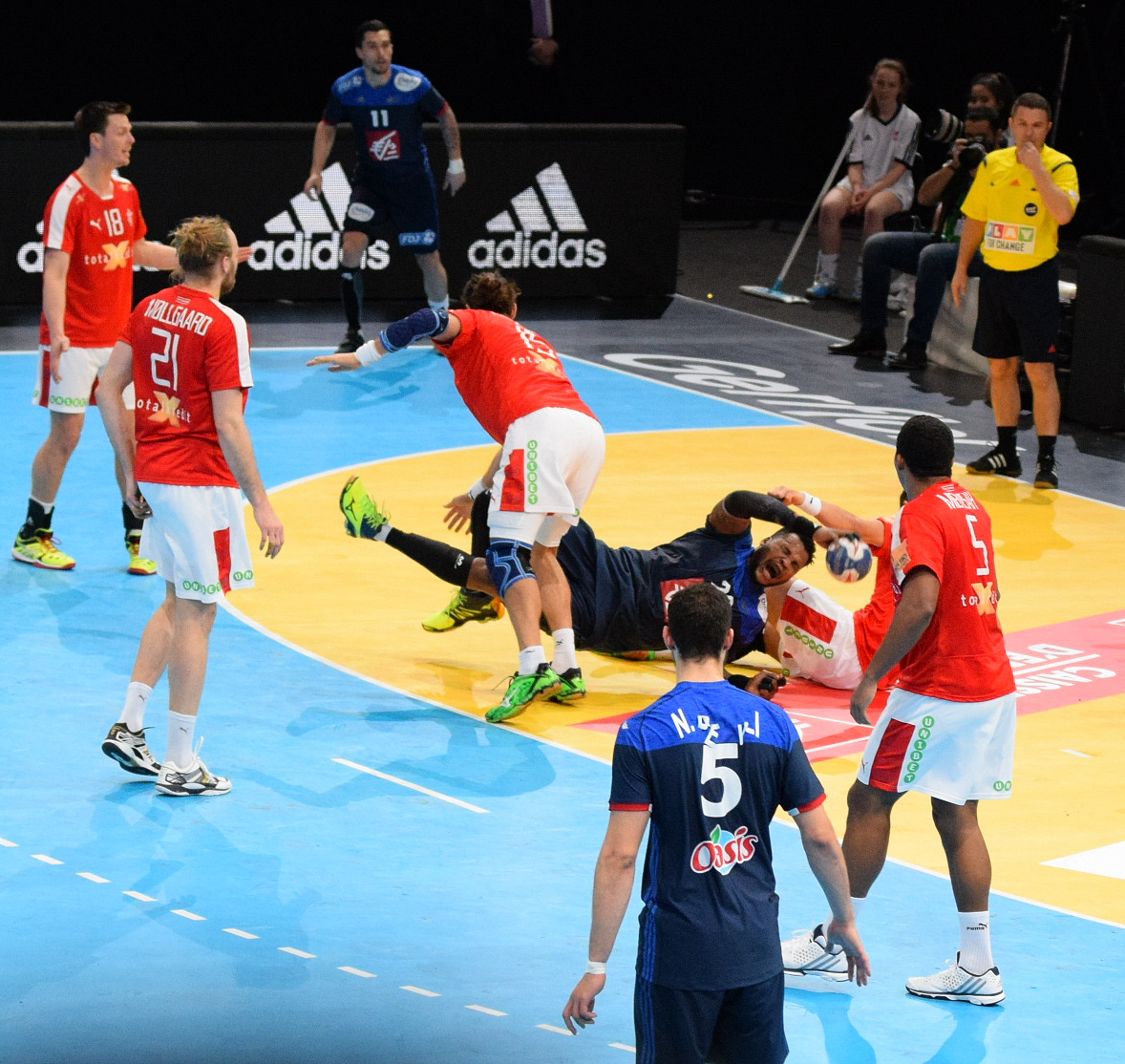
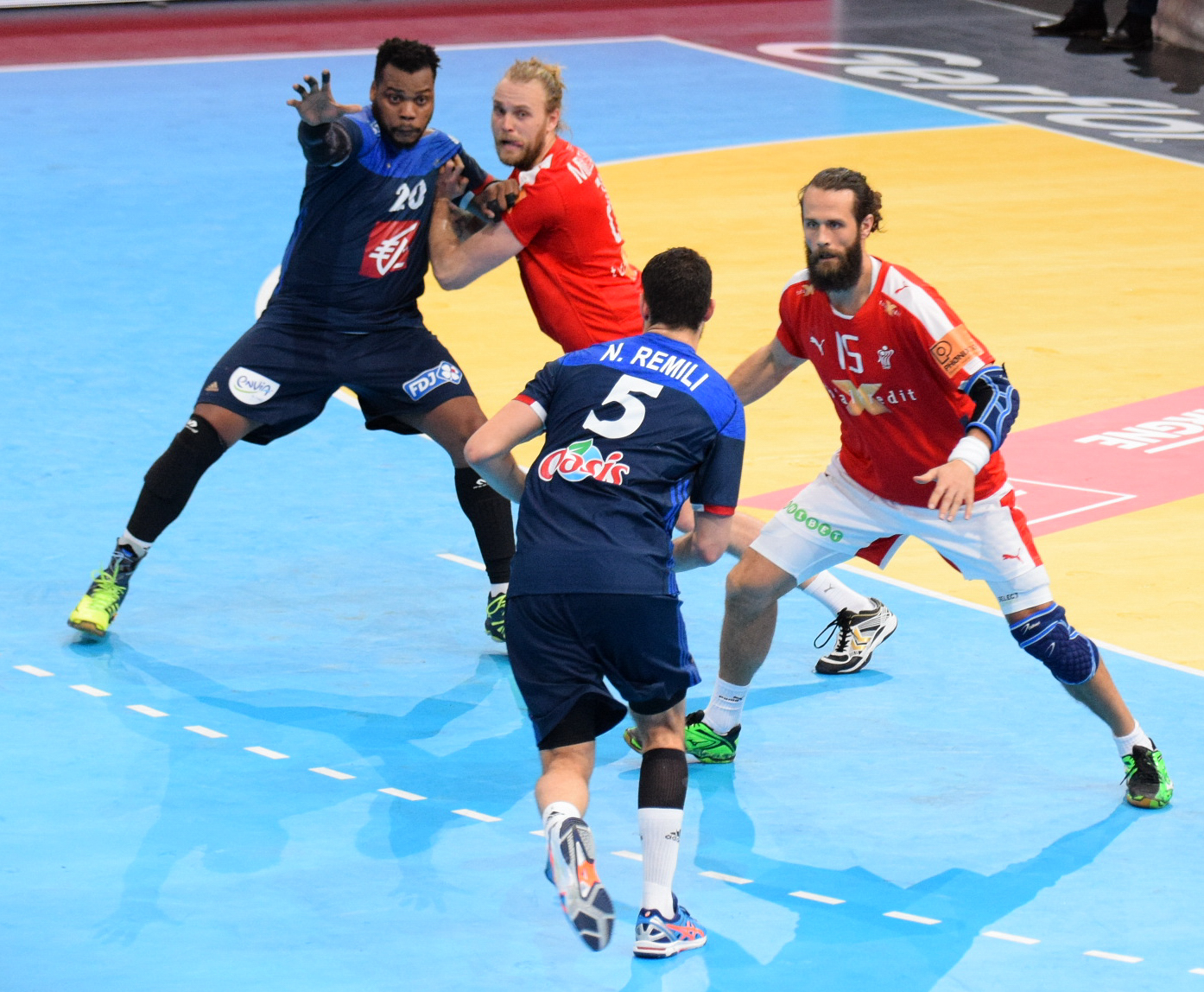
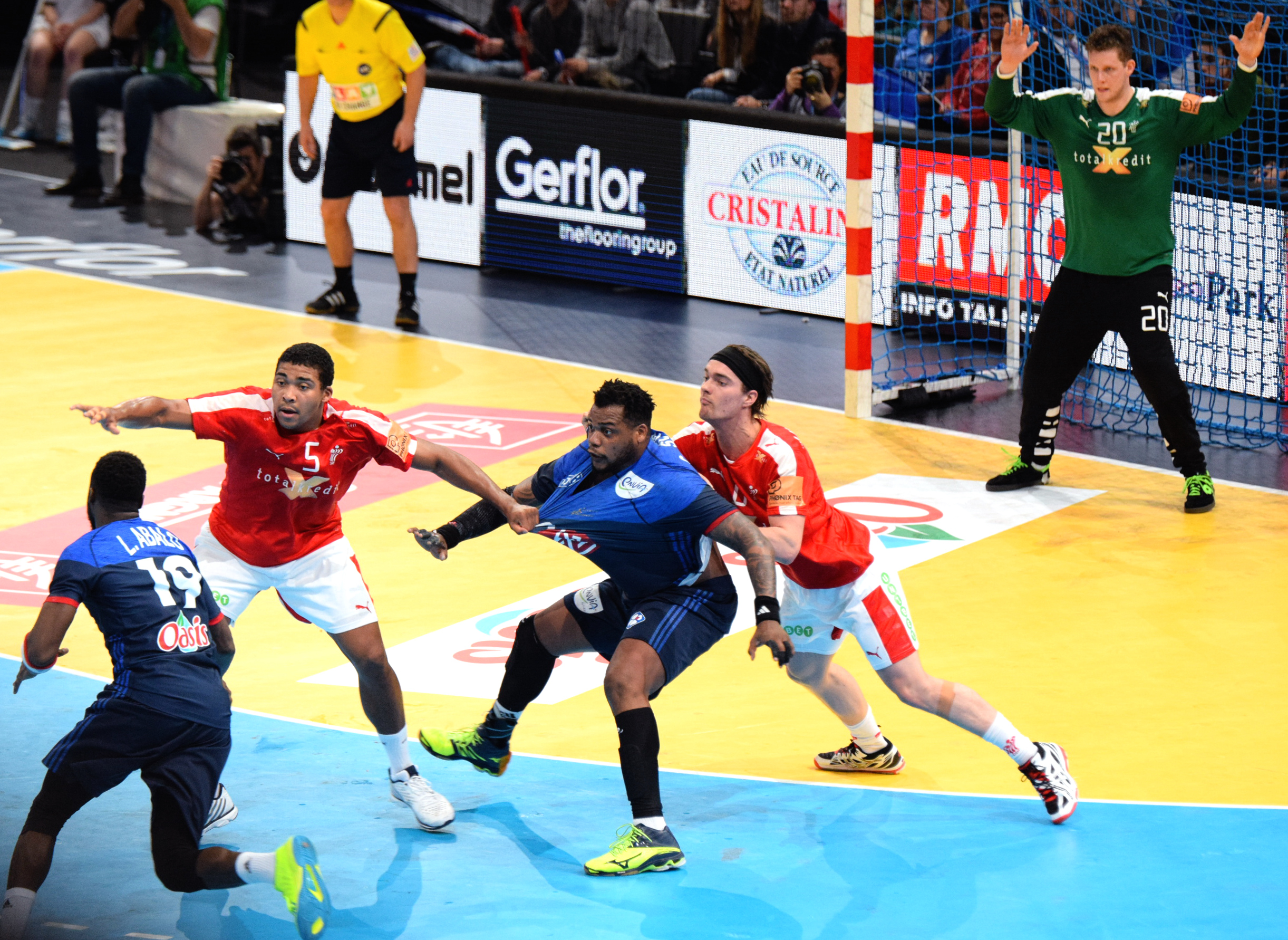

## Statistiques en club
| Saison    | Club                | Championnat | Championnat | Championnat | Championnat | Coupe de la Ligue | Coupe de la Ligue | Coupe de la Ligue | Coupe de la Ligue | Supercoupe | Supercoupe | Supercoupe | Supercoupe | Compétitions continentales | Compétitions continentales | Compétitions continentales | Compétitions continentales | Total | Total | Total | Total |
| Saison    | Club                | MJ          | Buts        | Ch.         | 7m          | MJ                | Buts              | Ch.               | 7m                | MJ         | Buts       | Ch.        | 7m         | MJ                         | Buts                       | Ch.                        | 7m                         | MJ    | Buts  | Ch.   | 7m    |
| --------- | ------------------- | ----------- | ----------- | ----------- | ----------- | ----------------- | ----------------- | ----------------- | ----------------- | ---------- | ---------- | ---------- | ---------- | -------------------------- | -------------------------- | -------------------------- | -------------------------- | ----- | ----- | ----- | ----- |
| 2004-2005 | Paris Saint-Germain | 26          | 20          |             |             |                   |                   |                   |                   |            |            |            |            | [ Notes 1 ]                |                            |                            |                            |       |       |       |       |
| 2005-2006 | Paris Saint-Germain | 26          | 50          |             |             | -                 |                   |                   |                   | -          |            |            |            | 7                          | 24                         |                            |                            |       |       |       |       |
| 2006-2007 | Paris Saint-Germain | 25          | 57          |             |             | -                 |                   |                   |                   | -          |            |            |            | 6                          | 16                         |                            |                            |       |       |       |       |
| 2007-2008 | Paris Saint-Germain | 22          | 52          |             |             | -                 |                   |                   |                   | -          |            |            |            | 2                          | 6                          |                            |                            |       |       |       |       |
| 2008-2009 | Paris Saint-Germain | 26          | 118         |             |             | -                 |                   |                   |                   | -          |            |            |            | 5                          | 19                         |                            |                            |       |       |       |       |
| 2009-2010 | Paris Saint-Germain | 15          | 44          |             |             | -                 |                   |                   |                   | -          |            |            |            | -                          | -                          | -                          | -                          |       |       |       |       |
| Total     |                     | 140         | 341         |             |             |                   |                   |                   |                   |            |            |            |            | 20                         | 65                         |                            |                            | 160   | 406   |       |       |